# Föreningen för kvinnans politiska rösträtt i Strömsund
Föreningen för kvinnans politiska rösträtt i Strömsund, även kallad Strömsundföreningen för kvinnans politiska rösträtt, var Strömsunds lokalförening inom Landsföreningen för kvinnans politiska rösträtt (LKPR), bildad 1917. Föreningen var verksam lokalt i Strömsund och arbetade för införandet av kvinnors rösträtt i Sverige.
Bland aktiviteterna fanns föredrag, samkväm, insamling av medel och förhandlingar om samarbete med andra organisationer. 

## Ordförande
- Anna Rydbeck, 1917–1919